# II Governo Regional da Madeira
O II Governo Regional da Madeira foi formado com base nas eleições legislativas regionais de 27 de junho de 1976, em que o Partido Social Democrata (PPD/PSD) venceu com maioria absoluta. A tomada de posse ocorreu no dia 16 de março de 1978.

## Composição
Os membros do II Governo Regional da Madeira eram:
| Retrato | Cargo                                            | Detentor                              | Partido | Partido | Período                                     |
| ------- | ------------------------------------------------ | ------------------------------------- | ------- | ------- | ------------------------------------------- |
|         | Presidente do Governo Regional                   | Alberto João Cardoso Gonçalves Jardim |         | PPD/PSD | 16 de março de 1978 a 5 de novembro de 1980 |
|         | Secretário Regional do Planeamento e Finanças    | José António Camacho                  |         | PPD/PSD | 16 de março de 1978 a 5 de novembro de 1980 |
|         | Secretário Regional de Economia                  | João Crisóstomo Aguiar                |         | PPD/PSD | 16 de março de 1978 a 5 de novembro de 1980 |
|         | Secretário Regional do Equipamento Social        | Jaime Ornelas Camacho                 |         | PPD/PSD | 16 de março de 1978 a 5 de novembro de 1980 |
|         | Secretário Regional de Agricultura e Pescas      | Jorge Gaudêncio Machado Figueira      |         | PPD/PSD | 16 de março de 1978 a 5 de novembro de 1980 |
|         | Secretário Regional dos Assuntos Sociais e Saúde | Jorge Nélio Praxedes Ferraz Mendonça  |         | PPD/PSD | 16 de março de 1978 a 5 de novembro de 1980 |
|         | Secretário Regional do Trabalho                  | Manuel Jorge Bazenga Marques          |         | PPD/PSD | 16 de março de 1978 a 5 de novembro de 1980 |
|         | Secretário Regional da Educação e Cultura        | Carlos Lélis da Câmara Gonçalves      |         | PPD/PSD | 16 de março de 1978 a 5 de novembro de 1980 |